# كأس الملك السعودي 1975
كأس الملك السعودي 1975 أو ما يعرف قديماً باسم كأس جلالة الملك 1395 هجرية، لم تُستكمل البطولة بعد وفاة الملك فيصل بن عبد العزيز يوم الخميس 25 مارس 1975 والتي تسببت في تأجيل مباريات دور الثمانية المتبقية التي كان مقرراً لها أن تُلعب يوم الجمعة 28 مارس 1975 مما تسبب في تداخل ما تبقى من البطولة مع فترة امتحانات الطلاب -بسبب التأجيل- والذي اضطر الرئاسة العامة لرعاية الشباب (وزارة الرياضة حالياً) برئاسة الأمير فيصل بن فهد إلى إلغاء ما تبقى من النشاط الرياضي ومعه كأس الملك وإعلان ذلك يوم الخميس 24 إبريل 1975 في بيان رسمي.
نص البيان:
«نظراً لما ورد للرئاسة العامة لرعاية الشباب من أولياء أمور الشباب من أن تكملة ما تبقى من المسابقات الرياضية المتبقية والمختلفة سيؤثر على مستوى الطلبة ومذاكرتهم، ونظراً لعدم استكمال الاستعدادات الفنية للفرق الرياضية فقد تقرر إلغاء جميع المسابقات والمباريات بما فيها المباريات التي ستقام غداً في كرة القدم في الملاعب الرياضية».

## وصلات خارجية
- من موقع كورة